# Конніот Тауншип (округ Ері, Пенсільванія)
Конніот Тауншип (англ. Conneaut Township) — селище (англ. township) в США, в окрузі Ері штату Пенсільванія. Населення — 4191 особа (2020).

## Демографія
Згідно з переписом 2010 року, у селищі мешкало 4290 осіб у 786 домогосподарствах у складі 573 родин. Було 861 помешкання
Расовий склад населення:
| - 70,2 % — білих - 24,4 % — чорних або афроамериканців - 0,5 % — азіатів - 0,4 % — корінних американців - 4,2 % — осіб інших рас |

До двох чи більше рас належало 0,3 %. Частка іспаномовних становила 5,0 % від усіх жителів.
За віковим діапазоном населення розподілялося таким чином: 12,1 % — особи молодші 18 років, 80,0 % — особи у віці 18—64 років, 7,9 % — особи у віці 65 років та старші. Медіана віку мешканця становила 37,6 року. На 100 осіб жіночої статі у селищі припадало 314,1 чоловіків;  на 100 жінок у віці від 18 років та старших — 371,5 чоловіків також старших 18 років.
Середній дохід на одне домашнє господарство  становив 61 463 долари США (медіана — 51 417), а середній дохід на одну сім'ю — 66 274 долари (медіана — 57 955). Медіана доходів становила 34 904 долари для чоловіків та 31 029 доларів для жінок. За межею бідності перебувало 12,1 % осіб, у тому числі 19,2 % дітей у віці до 18 років та 3,2 % осіб у віці 65 років та старших.
Цивільне працевлаштоване населення становило 906 осіб. Основні галузі зайнятості: виробництво — 26,8 %, освіта, охорона здоров'я та соціальна допомога — 22,4 %, роздрібна торгівля — 7,9 %, будівництво — 7,4 %.